# 윤인자
윤인자(尹仁子, 본명(本名)은 윤인순(尹仁順), 불교 법명은 산하(山河), 1923년 3월 10일 ~ 2012년 8월 21일)는 일제강점기와 대한민국의 여성 연극배우이자 대한민국의 영화배우이며 불교 비구니이다.

## 생애
1941년 연극배우 첫 데뷔하였고 1954년 다큐멘터리 영화 《코리아(Korea)》의 조연으로 영화배우 데뷔하였으며 이어 같은 해 1954년 영화 《운명의 손》의 주연으로 본격 영화배우 데뷔하였다.
그녀는 1976년 산하(山河)라는 법명으로써 비구니 불교 승려로 출가하기도 하였으며 1989년에는 영화 《아제 아제 바라 아제》에 조연하였고 1999년 영화 《얼굴》의 단역을 끝으로 배우 분야에서 은퇴할 때까지 약120여편의 영화에 출연하였다.

## 출연작

### 연극
- 1947년 《강상련》 ... 심청 역(주인공)

### 영화
- 1954년 《코리아》
- 1954년 《운명의 손》
- 1962년 《와룡선생 상경기》
- 1964년 《니가 잘나 일색이냐》
- 1974년 《증언》
- 1974년 《밤에도 뜨는 태양》
- 1984년 《바보사냥》
- 1989년 《아제 아제 바라 아제》
- 1999년 《얼굴》